# 元農水事務次官長男殺害事件
元農水事務次官長男殺害事件（もとのうすいじむじかんちょうなんさつがいじけん）は、2019年6月1日、元農林水産事務次官のX（当時76歳）が東京都練馬区にある自宅において、無職の長男Y（当時44歳）を刺殺した事件である。
犯行の動機は、一審公判では長男Yから受けた家庭内暴力とされたが、4日前の2019年5月28日に川崎市登戸通り魔事件が起きており、Xは逮捕時に「この事件が頭に浮かんで不安に思い長男を殺害した」と供述したことから、マスメディアでは相次いで起こった2つの殺人事件を結びつけ、引きこもりの高齢化による「8050問題」として報道されることが多かった。

## 事件発生
事件発生の1週間前となる2019年5月25日、長年家族と離れて暮らしていた長男Yが自宅に戻り、父親Xと母親とYの3人での生活が始まった。Xの供述によれば、同居をはじめた翌日、Yが自分の人生を悲観し泣いていたのに対してXが「もともと住んでいた家のゴミを片付けたらいいのでは」とアドバイスしたところ、Yは激昂して激しい家庭内暴力を加え、以降、X夫妻はおびえて暮らすようになったという。
Yは外出せず、オンラインゲーム（ドラゴンクエストX オンラインのヘビーゲーマーで、「ステラ神」と名乗ってTwitterでも活動していた）等をして引きこもり状態の生活をしていた。Xの逮捕時の供述によれば、事件当日に近所の小学校の運動会の声がうるさいと腹を立て「ぶっ殺す」と発言したことから、自らが殺されるという恐怖心と、4日前に起きた川崎市登戸通り魔事件を思い出して「息子も周りに危害を加えるかもしれない」と不安に感じ、刃物でYを殺害した。
Xは自ら「息子を刺し殺した」と110番通報し、Yは搬送先の病院で死亡した。Xは警視庁練馬警察署に現行犯逮捕され、取り調べに対し容疑を認めた。Yは十数箇所を刺されており、初公判でも「強固な殺意に基づく犯行」とされた。なお、Yの件について警察や区役所などに相談したことはなかったという。

## 関係者の人物像
加害者として逮捕・起訴された父親Xは元官僚で、東京大学法学部卒業後、当時の農林省に入省した。農林水産省の事務次官に就任するが、翌年に社会問題の責任を取る形で退官した。その後は特命全権大使や農水系研究所の理事長を務めていた。
刺殺されたXの長男Yは、幼少の頃、Xの仕事の都合で、一家で一時期アメリカで暮らしていた。日本に帰国後、小学校ではYはゲーム好きのごく普通の少年だったと言う。Xの様に東京大学に進学して欲しいという母親の望みにより、Yは私立中高一貫校の駒場東邦中学校に進学する事となったが、中学時代に揶揄われたり、鉛筆で突き刺されたり、後ろからいきなり背中を蹴飛ばされるなどの、激しいいじめに遭ったという。
中学時代の同級生の友人の話によるとYはクラスで友達と話しをする時、一方的に自分の話をするだけで話が通じない「変な奴」と見られ、彼を嫌って避けられていた為、Yはクラス内で孤立状態であったという。
また中学時代の同級生の友人の話によるとYはテレビゲームやアーケードゲームが大好きで、ゲームがとてもうまく、またゲームに異常に詳しかったと話す。中学在学中は親しい友人もおらず部活にも入らずゲームに熱中していたという。
高校では部活に所属し文化祭や体育祭にも参加するなど、社交的とは言わないまでもまったく孤立していたわけではなかった。
学校ではよくゲームのキャラクターの絵を描いていて絵がうまかったという。またYは将来、ゲームのキャラクターの絵を描く仕事をしたいとも言っていたという。
Xの妻は資産家の娘で、Xと同じくエリートだった。Xの妻は長男YをXの様にエリートの道に行かせようと厳しく英才教育を施す教育熱心な人で教育ママであったという。Yの成績が悪いとYのおもちゃなどを取り上げて壊すなど厳しかったという。中学生の時に勉強せずにテレビゲームに没頭しているYに怒って、Yが大切にしていたプラモデルを勝手に処分し、それを知ったYが激昂して家の中で大暴れした事もあったという。その様な状況の中で中学2年生の頃からYは母親に暴力を振るうようになったという。
YはTwitterで母親の事を「愚母」などと非難し、学生時代に成績や進学の事など自分は母親にコントロールされていたなどと語っており、テストなど勉強で成績が悪いと大切なプラモデルを壊されたり処分される為、高校まで母親に怯えていたと語っている。学校での成績は優秀な方であったとも言うが、中学に入ってから母親のエリート教育への反発から成績は芳しくなかったとも言われている。勉強は苦手で嫌いであったが、母親に大切なプラモデルを壊されない為だけに、母親が望んだ通りに嫌々勉強やっていただけだとYは語っていた。
また母親とは対照的にYは父親Xに対しては尊敬していて、ゲーム仲間に「父親自慢」をしていた。
高校でも両親の望み通りの期待に応えられず成績はあまり良くなかったため、大学受験を失敗している。大学受験の失敗後にゲーム好きから代々木アニメーション学院に入学し、そこでアニメの面白さに目覚めた。高校在学中は文系であったが、日本大学の理工学部土木工学科に進学した。その後に流通経済大学の大学院にも進学し、CGについて学び、2001年に大学院を修了した。
他、Yはゲームやアニメ関係の就職を希望していたがうまくいかず失敗し、見かねたXの案でコミックマーケットに参加もするもうまくいかなかった。その後一時はXによりYは病院の関連施設に就職したものの退職し、事件直前は無職であった。事件までは20年以上実家を離れ、母親が所有する東京都内の一軒家に一人暮らしをしていた。精神疾患（統合失調症と診断を受けている。）があって薬物治療を受けており、2008年からは無職となっていた。オンラインゲーム依存になり、SNSにもはまっていたという。2015年にYは発達障害のアスペルガー症候群であると診断を受けている。また、X夫妻の長女(Yの妹)は事件の5年ほど前に、引きこもりであるYの存在により縁談が悉く破談となったのを苦にして精神を病み、自宅で命を絶っている。
また、Y兄妹の仲は悪かったとされ、妹は引きこもり状態のYを嫌い、Yも妹に対する嫌悪から、Twitterで妹や妹の婚約者の悪口を言いふらしたり邪魔したりしていたという。

## 裁判
2019年12月12日の東京地方裁判所における初公判で、Xは起訴事実を認め、懲役8年が求刑された。同年12月16日の判決で、殺人罪として懲役6年の実刑が言い渡された。判決ではYの家庭内暴力や、XがYをアニメ専門学校に進学させたり、同人誌制作の手伝いをしたなどの努力も考慮されたが、なお執行猶予を付ける事案ではないとされた。
この初公判において、Yには妹がいたことが明らかになった。妹には縁談があったがYがいたことで破談となり、事件の数年前に自殺していた。またXの妻は長男Yの家庭内暴力やYの妹の自殺などによってうつ病になった。Xの妻は初公判で涙ながらにXへの寛大な量刑を求めた。
公判ではこうした家庭崩壊ともいえる状況が生々しく明かされる一方で、犯行当時に動機としていた川崎市登戸通り魔事件との関係性について、Xは公判では「直接の原因ではない」と否定した。
被告側は被害者ともみ合ううちに刺してしまった突発的犯行であると主張したが、検察側は、Xが妻に宛てた「他に方法がありません」とYの殺害を示唆する手紙や、自宅パソコンに「殺人罪 執行猶予」などの検索履歴が残っていたことから、計画的犯行であったと主張した。
公判にはYの主治医であった精神科医も被告側証人として出廷した。この医師の病院はXの義弟が会長を務めており、会長からYの主治医を引き継いだ。Xは、Yが専門学校卒業後はその病院の関連施設に就職させたが、退職してからは無職となっていた。なお、Xの妻もうつ病を患って同じ病院に通院している。Yは当初は統合失調症と診断されていたが、2015年に証人がYの主治医となり、2018年にYが医療保護入院してから、診断名がアスペルガー症候群に変更された。しかしその間の3年間は主治医はY本人を診察しておらず、Xのみが面会して薬を処方しており、その点を検察官にも指摘されている。事件1週間前にYが自宅へ帰ってきた理由は「（一人で住んでいた家に）毒を撒かれた」と言っていたという。

## 保釈・控訴
2019年12月20日、東京高等裁判所は保釈を認めなかった地裁の決定を取り消し、実刑判決としては異例の保釈を認めた。同日、Xは保釈保証金500万円を納付し東京拘置所から保釈された。同年12月25日、被告X側は実刑判決を不服として東京高等裁判所に控訴した。
事件から約1年後の2020年6月21日、Xが妻とともに、事件現場でもある練馬区の自宅で生活していることが週刊誌によって報道された。

## 控訴審
2020年10月20日、東京高裁における控訴審初公判で、被告側は「被害者に殺されると直感し、反射的に殺害した」と指摘し、正当防衛が成立するとして、無罪を主張した。
報道によると被告側の主張は、被害者が「殺すぞ」という言葉とともにファイティングポーズをとったことで、包丁で抵抗するしかないと考えたという。
一審では被告が妻宛てに書いた「これしか他に方法はないと思います」とY殺害をほのめかしていたとも思える手紙が読み上げられたが、控訴審では「手紙を書いた記憶はない」とし、「手紙の記憶がないのは、急性ストレス反応を発症したことによる解離症状ということで説明が可能」と主張した。また、一審で正当防衛の主張をしなかったのは「『償いたい』という被告人の意向に添い、また裁判員裁判の特性を考慮し」たためという。被告弁護側の証拠取り調べ請求は裁判所により却下された。
2020年12月15日に行われた被告人質問でXは「息子から『殺すぞ』と言われて、本当に殺されると思い、反射的に包丁を取りに行ってしまった。殺す以外の体の反応ができなかった」「一審判決を聞いたとき、裁判官や裁判員が事実と違う状況を想像して判断したと感じた。正しい判決をもらいたい」と述べた。Xの弁護士は、正当防衛が成立しないとしても、自分の命を守るためで、深く反省しているとして、執行猶予を求めた。
控訴審の判決は2021年2月2日に言い渡され、「長男は被告を追いかけたり、攻撃するような動きは見せておらず、危害を受ける危険性は迫っていなかった」と指摘し、正当防衛には当たらないと判断し、一審と同じ懲役6年の実刑が言い渡された。弁護側、検察側が上告せず2月17日に刑が確定した。弁護人によると、Xは既に収監手続きを終えており、東京拘置所に収容されたとみられる。

## 事件の影響
前述した川崎市登戸通り魔事件の直後であり、Xが当初「息子が同じような犯行をするかもしれないと思い刺した」という趣旨の供述をしていたことから、報道ではふたつの事件を「中高年引きこもりが関係する事件」として合わせて扱うことがあった。
またXの供述を受けて「父親としての責任を果たした」「（Xを）責めることはできない」といった、加害者を擁護するかのようなコメントがテレビ番組などでなされた。Xと長男Yの人物像に関しても、報道にしばしばみられる「被害者を賛美し加害者を貶める姿勢」とは逆に、加害者であるXが省庁在任時代に信頼される人柄と評されていたことや、Yの世話をしていたことが肯定的に紹介される一方で、被害者であるYについては中学時代にいじめられたことが紹介されたものの、それ以外はSNSでの暴言や家庭内暴力など否定的側面が紹介された。
事件発生当初は「引きこもり≒犯罪者予備軍」「（通り魔のような）犯罪を引き起こすまえに（殺害もふくめて）なんとかするべき」といった風潮がみられた。引きこもり当事者や支援者から異論が出るなどする一方、「（Yは）引きこもりではない」とする切り離し発言もみられた。ライターの磯部涼は著書『令和元年のテロリズム』で、「川崎殺傷事件の犯人とYは定職に就かず親族の資産に頼っていたという点では共通しているが、Yは殺害される1週間前まで、母親が所有する住宅とはいえそこでひとり暮らしをしていたことから引きこもりの定義から外れている」「更にYはインターネット上においてはどちらかというと“交遊”が多いタイプであった」「川崎殺傷事件の犯人がパソコンも携帯電話も持たず、ネット上で存在の痕跡を全く見つけられないのに対して、Yの場合は全てを把握することが困難であるほど大量の情報を残した」と論じている。
本事件や川崎市の事件に関して、引きこもりの当事者団体は、事件と引きこもりを結びつける報道姿勢に対して警鐘を鳴らす声明を発表した。また事件後、引きこもりの家族会には相談が急増したという。
短期間に立て続けに事件が起きたことから、根本匠厚生労働大臣は「安易に（事件を）ひきこもりなどと結び付けるのは慎むべきだ」と発言するとともに、都道府県などが設置するひきこもり地域支援センターや、各自治体の自立支援窓口などに相談するよう呼びかけた。
その一方で、初公判でXに殺人罪としては比較的短期の実刑6年が言い渡され、さらに実刑判決としては異例の保釈が認められたことなどに対する疑問や批判の声もあった。
さらに加害者が社会的地位の高い高齢者であったことで、池袋暴走事故を想起する意見もあり「社会的地位がある（あった）高齢者に甘い処罰しかなされない」という「上級国民」の発想がインターネット上で再浮上した。

## 関連文献
磯部涼（2021）『令和元年のテロリズム』新潮社：本事件と川崎市登戸通り魔事件、京都アニメーション放火殺人事件のルポルタージュ